# 로이즈 뱅킹 그룹

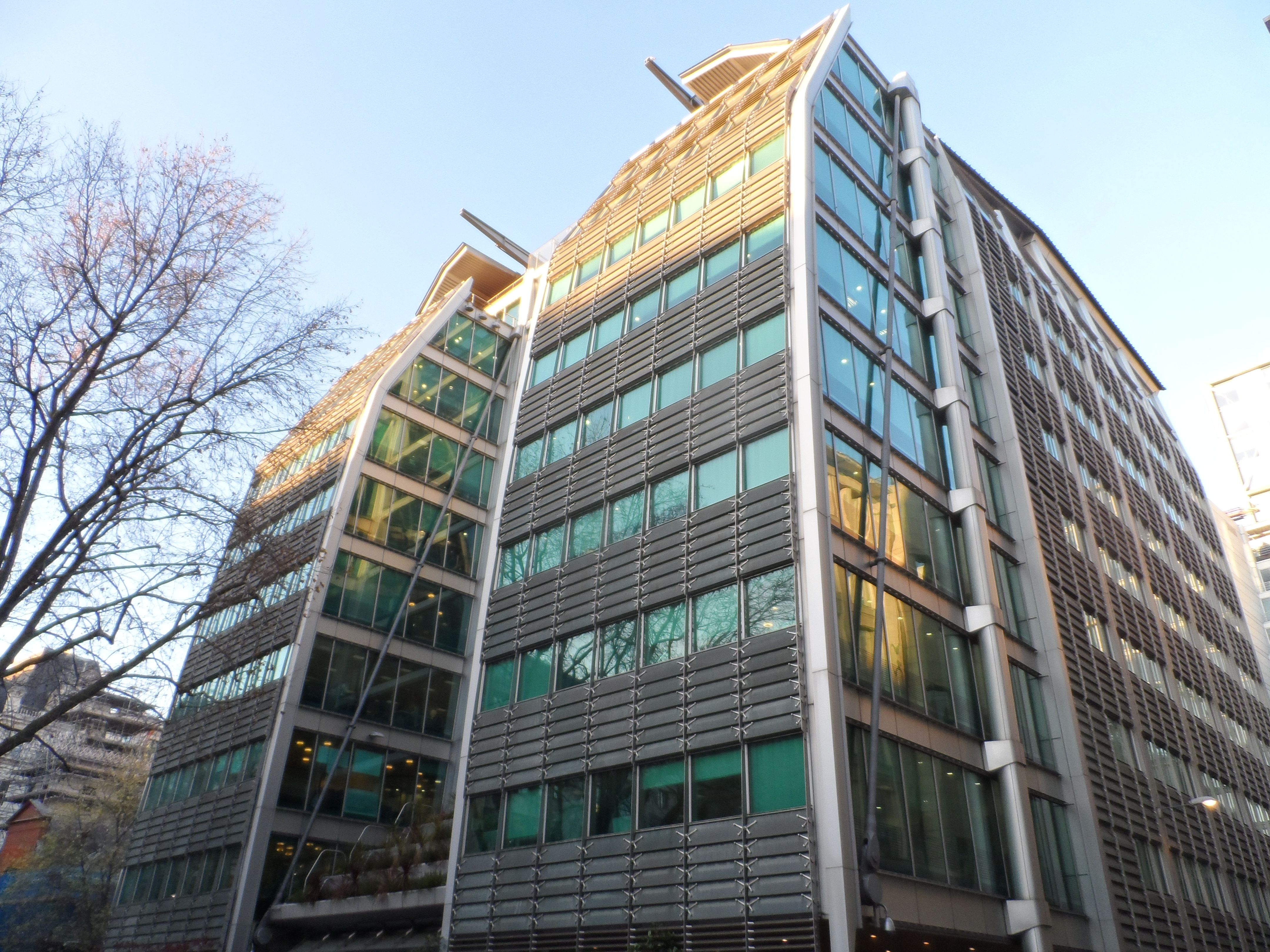

로이즈 뱅킹 그룹(Lloyds Banking Group)은 2009년 로이즈 TSB에 의한 HBOS의 인수를 통해 설립된 영국의 금융 기관이다. 영국 최대의 금융 서비스 단체들 중 하나로, 고객 수는 30,000,000명, 직원 수는 65,000명에 이른다.
이 그룹의 본사는 시티오브런던의 25 그레셤 스트리트에 위치해 있으나 등록된 사무소는 에든버러의 더 마운드에 위치해 있다. 또, 버밍엄, 브리스틀, 웨스트요크셔주, 글래스고에도 운영 사무소를 두고 있다. 해외의 경우 미국, 유럽, 중동, 아시아에서 운영 중이다. 유럽 연합 사업 본사는 독일 베를린에 위치해 있다.
로이즈 뱅킹 그룹은 런던 증권거래소에 상장되어 있으며 FTSE 100 지수의 일부이다.